# Ernst Kosegarten
Ernst Kosegarten (* 13. November 1879 in Wiendorf (Mecklenburg); † im 20. Jahrhundert) war ein deutscher Politiker (CDU) und Landtagsabgeordneter.

## Leben
Ernst Kosegarten besuchte die Volksschule und das Realgymnasium bis zur Obersekunda in Güstrow. Bis 1897 durchlief er eine Landwirtschaftsausbildung und war nach dem Militärdienst als landwirtschaftlicher Gehilfe tätig. 1904 ließ er sich als Bauer in Niendorf nieder und nahm als Soldat am Ersten Weltkrieg teil. 1920 wurde er in die Amtsversammlung Güstrow gewählt, ab 1925 war er Mitglied und Vorstand in der Landwirtschaftskammer.
Nach dem Zweiten Weltkrieg schloss sich Kosegarten der CDU an. Bei den Wahlen 1946 erhielt er ein Landtagsmandat. Im November 1946 wurde er zum stellvertretenden Fraktionsvorsitzenden der CDU-Fraktion im Schweriner Landtag gewählt. Im Landtag trat Kosegarten vor allem als Landwirtschaftsexperte in Erscheinung.
1950 floh er wegen seiner politischen Einstellung und den Schwierigkeiten der Planerfüllung nach Westdeutschland und lebte später in einem Altersheim in Kiel.